# Jacki Weaver
Jacqueline Ruth "Jacki" Weaver (født 25. maj 1947) er en australsk teater- og filmskuespiller. Hun er hovedsageligt kendt i sit hjemland, hvor hun startede sin karriere i den australske new wave og filmdebuterede i Stork i 1971, men fik først sit internationale gennembrud i en relativ sen alder. Weaver har været nomineret til en Oscar for bedste kvindelige birolle to gange; første gang var for Animal Kingdom i 2011 og den anden var for Silver Linings Playbook i 2013.

## Filmografi (udvalg)
- 1971 – Stork
- 2010 – Animal Kingdom
- 2012 – Silver Linings Playbook
- 2013 – Stoker
- 2014 – Magic in the Moonlight
- 2019 – Poms - Dans for livet